# M라섹
M라섹은 기존의 라섹(LASEK) 수술을 한 단계 업그레이드한 시력 교정 수술 방식으로, 각막 상피를 보존하며 통증을 줄이고 회복 속도를 높인 것이 특징이다. 초정밀 레이저 시스템과 약물 조절 기술을 활용해 수술 효과와 안정성을 동시에 강화한 형태이다.
M라섹(영어: Mitomycin LASEK)과 일반 라섹과의 차이점은 세포의 재생을 막는 미토마이신-C(Mitomycin-C)를 사용한다는 점이다.
시력교정 수술의 미토마이신-C(Mitomycin-C) 사용은 1990년대초 Jonathan H Talamo 박사와 Majmudar PA 박사의 논문 등에 의해서 그 효과에 대해 연구 되었다. Mitomycin-c를 주입하는 약물치료를 병행하는 라섹 수술법인 M-라섹은 2000년도 대한민국 압구정연세안과 이동호박사에
의해 개발되어 명명되었다.
레이저를 이용한 시력교정 수술 후 각막의 자연 치유 현상 때문에 근시 퇴행이나 각막 혼탁이 발생할 수 있는데 미토마이신-C(Mitomycin-C)로 처리하여 세포의 재생을 막음으로써 해당 부작용을 줄어준다는 이론이다.
 미토마이신-C(Mitomycin-C)은 세균에서 추출된 항생 물질로서 암세포의 세포분열을 억제하는 약품으로 사용되고 있다. 시력교정 수술에서 미토마이신-C(Mitomycin-C)의 사용은 근시 퇴행이나 각막 혼탁이 현저히 적어진다는 연구 결과가 있다. 
2004년 9월, 각막의 세포 수치가 줄어들고 세포 복원이 되지 않는 연구 결과가 발표된 적이 있고 2014년, 마이토마이신C 사용의 장기적 관찰을 통한 안정성에 대한 논문에 따르면 최대 44개월까지 안정성이 입증되고 있다.